# Осаждённая крепость
Осаждённая крепость кит. трад. 圍城, упр. 围城, пиньинь Wéichéng — произведение китайского писателя Цяня Чжуншу, опубликованное в 1947 году.
«Осаждённая крепость» — произведение романного жанра: ему присущи большой объём, охват продолжительного периода времени (1937 год — период китайско-японской войны) и широкий географический разброс (Шанхай, Хунань), несколько сюжетных линий, затрагивающих судьбы ряда персонажей (Фан Хунцзянь, Су Вэньвань, Тан Сяофу, Чжао Синьмэй, Сунь Жоуцзя, ректор Гао Суннянь и другие преподаватели университета). Ещё одна важная черта романа — освещение острых социальных проблем и нравственно-философская проблематика. Произведение Цянь Чжуншу — прямая критика ситуации в стране. История жизни главного героя разворачивается на фоне начинающейся войны с Японией. Однако не только политическими бедствиями охвачена страна, в ней царит и культурная разруха — сфера образования коррумпирована, процветает псевдоучёность.

## Сюжет романа
Роман «Осаждённая крепость» состоит из девяти глав. Условно его можно разбить на четыре части.
Первая часть (главы с первой по четвёртую) — завязка произведения. Главный герой произведения Фан Хунцзянь летом 1937 года возвращается на пароходе из Франции в Китай. Хунцзянь был обручён с дочерью хозяина банка, господина Чжоу, но браку не суждено было состояться — девушка умерла от болезни незадолго до свадьбы, оставив при этом герою приличное приданое. Эти деньги он промотал за границей, «совершенствуясь в науках». Поскольку отец и тесть Хунцзяня желают убедиться, что они не напрасно вложили капитал в его образование, он предусмотрительно купил себе поддельный диплом. Вместе с ним на корабле плывёт его одноклассница Су Вэньвань, которой Фан небезразличен. Однако тот увлечён романом с госпожой Бао, которая бросает его сразу же по сошествии на берег.
Хунцзянь отправляется жить в дом своего тестя Чжоу, который устраивает его на работу к себе в банк. Скучные будни заставляют молодого человека вспомнить о госпоже Су. Став частым гостем в её доме, герой сталкивается с Чжао Синьмэем, тайным поклонником Су Вэньвань, который весьма ревнив. Однако Хунцзянь абсолютно равнодушен к госпоже Су — он страстно влюбляется в её двоюродную сестру, Тан Сяофу. Он пишет Су письмо, где признаётся, что влюблён в другую. Девушка рассказывает обо всём своей сестре, и та устраивает герою скандал, приведший к разрыву отношений.
Кроме этих героев Цянь Чжуншу рисует портреты таких персонажей, как Цзябао, Дун Сечуань, Цао Юаньлан. Все они принадлежат к высшему классу. Они прожигают жизнь, тратя время на приёмы, выпивку и пустую болтовню, — на такой почве не способна вырасти истинная любовь.
Вторая часть (пятая глава) описывает переходный период между жизнью Хунцзяня в Шанхае и работой в университете. Потерпев неудачу в любви, Чжао Синьмэй и Фан Хунцзянь по приглашению ректора Гао Сунняня вместе с Ли Мэйтином и Гу Эрцянем отправляются в Саньлюй в качестве преподавателей. К ним присоединяется и Сунь Жоуцзя, племянница Синьмэя. В дороге герои сталкиваются с множеством трудностей: непогода, издержки транспортного сообщения, отвратительные условия жизни в гостиницах, нехватка средств и дни ожидания денежного перевода от университета. Вспыхивающие конфликты высвечивают истинный характер каждого из путешественников.
Третья часть (главы шестая и седьмая) — кульминация, жизнь новоприбывших учителей в университете. Здесь главный конфликт основан на противостоянии Сунь, Чжао и Фана другим университетским преподавателям, ведущим открытую и тайную борьбу за места. Фан Хунцзянь знакомится с Хань Сюэюем, обладателем такого же «заветного» диплома, как и у самого героя. Не менее интересный персонаж — Лу Цзысяо, преподаватель исторического факультета, который с виду относится к Хунцзяню по-дружески, а сам между тем ухаживает за госпожой Сунь и старается выставить Хунцзяня непрофессиональным педагогом, сталкивая его с другим преподавателем английской кафедры Лю Дунфаном. Благодаря предупреждению Жоуцзя герой успевает объясниться с Дунфаном и установить истинного зачинщика конфликта. После знакомства с Ваном Чухоу, который старается внешне соблюдать приличия, но втайне нарушает университетский закон, играя в мацзян, Чжао Синьмэй и Фан Хунцзянь по его приглашению приходят к нему на вечер, где госпожа Ван безуспешно стремится посватать их. Ректор, господин Гао Суннянь, наведывается к госпоже Ван в отсутствие её мужа, о чём становится известно, когда в один из вечеров Синьмэй предлагает госпоже Ван прогуляться; в это время, не застав её дома, ректор бежит к её мужу выяснять, где она. После обличительной сцены в гостиной Чжао Синьмэй собирает вещи и уезжает к своему приятелю в Чунцин, оставив на попечение Хунцзяня свою племянницу Сунь Жоуцзя. Через некоторое время по стечению обстоятельств Фан и Сунь объявляют о помолвке, однако счастливыми они себя не чувствуют.
Четвёртая часть (восьмая и девятая главы) — развязка, рассказ о возвращении Фана и Сунь в Шанхай и их бракосочетании. Уволенный из университета Хунцзянь предлагает своей невесте перебраться в Шанхай и сыграть там свадьбу. Они ссорятся, но затем все же отправляются в путь. За этим следует ряд конфликтов, достигающих апогея, когда герой без ведома жены увольняется с работы, которую предоставил ему её отец, и заявляет о своём намерении поехать в Чунцин по приглашению Синьмэя. Череда взаимных упрёков сменяется крупным семейным скандалом, после чего Жоуцзя уезжает к своей тётке.